# 燕姬子
燕姬之子（?—?），春秋时代齐国的公子。
父亲是齐景公、母亲是燕姬是齐景公的正室夫人。燕姬之子早早地去世，使齐景公没有嫡子，所以，齐景公死后，诸公子争位，安孺子、齐悼公、齐简公先后被杀。最后，田氏掌握了齐国的政权。